# Gradimir Smudja
Gradimir Smudja (Novi Sad, 14 luglio 1956) è un fumettista, pittore e illustratore serbo.
Da diversi anni è considerato uno dei più abili e talentuosi autori viventi, è conosciuto soprattutto in Francia mentre è ancora poco noto dal grande pubblico italiano. Ha un segno eclettico, ironico e sorprendente.  
Fra i suoi lavori principali si possono citare i due volumi "Au fil de l'art", "Vincent et Van Gogh" e "Le Cabaret des muses". In queste opere il tratto tecnicamente elevatissimo di Gradimir Smudja, l'attenzione infinitesimale ai dettagli, l'amore per le citazioni e i tantissimi livelli di lettura delle sue tavole sono sempre accompagnati dalla leggerezza, da una visione affettuosa e profonda dell'arte e delle sue declinazioni.
L'autore è stato ospite della mostra inaugurale "Da Leonardo a Picasso: viaggio a fumetti nella storia dell'Arte", dedicata ai suoi lavori, del Palazzo Arti Fumetto Friuli di Pordenone.

### Fumetti
- Vincent et Van Gogh, Delcourt

1. Vincent et Van Gogh, 2003.
2. Trois Lunes, 2010.

- Le Cabaret des muses, Delcourt

1. Au Moulin-Rouge, 2004.
2. Mimi & Henri, 2005.
3. Allez, Darling, 2007.
4. Darling, pour toujours, 2008.

- Le Grimoire du petit peuple, Smudja e altri, sceneggiatore: Pierre Dubois

1. Le crépuscule, 2004.

- Sky-Doll (Collection), Smudja e altri, sceneggiatore: Alessandro Barbucci et Barbara Canepa, Soleil Productions

1. Spaceship Collection, 2007.

- Bob Dylan revisited, Smudja e altri

(one shot), Delcourt, 2008.
- "Au fil de l'art", Tome 1 (Gradimir Smudja e Ivana Smudja) - Delcourt 2012.
- "Au fil de l'art", Tome 2 (Gradimir Smudja e Ivana Smudja) - Delcourt 2015.

### Libri
- Circo dell'Arte - Nebelsplater/Verlag (1991), ISBN 3-85819-163-9
- Schneeflöckli - Carlo De Simoni (1999), ISBN W002 99
- Die Sonnenschein-Bande - Pepperwood/Smudja (2000), ISBN 3-905691-00-0
- “L'art de Smudja”,   L'association A.LI.EN. (Association LIttérature ENfantine) 2008. édite régulièrement des livres à but humanitaire
- Dylan Faces Book , Gradimir Smudja  -  Zanpano 2009